# Spišský Štiavnik
Spišský Štiavnik (maďarsky Savnik, německy Schawnik, Schafing) je obcí ve spišské oblasti Slovenska. Nachází se v popradském okrese Prešovského kraje.

## Významné osobnosti
- Ján Vencko – kněz, historik Spiše, autor díla Dejiny Štiavnického opátstva na Spiši[4]
- Martin Slivka – filmový režisér
- Tibor Frešo – hudební skladatel a dirigent
- Štefan Hudzík – akademický sochař[5]
- Silvester Lavrík – režisér, ředitel rozhlasové stanice Devín[6]

## Památky
- Zámek (slovensky kaštiel), postavený na troskách zrušeného cisterciáckého kláštera[7]